# Mlaka pri Kočevju
Mlaka pri Kočevju este o localitate din comuna Kočevje, Slovenia, cu o populație de 287 de locuitori.